# Skønheden og udyret (film fra 1946)
 For alternative betydninger, se Skønheden og udyret (flertydig). (Se også artikler, som begynder med Skønheden og udyret)
Skønheden og udyret (La belle et la bête) er en fransk eventyrfilm fra 1946, skrevet og instrueret af Jean Cocteau, om den smukke Belle (Josette Day), der for at redde sin far må bo på et magisk slot hos en forhekset prins (Jean Marais), som trods sin dyriske fremtræden håber at vinde hendes kærlighed. Filmen, der bygger på et gammelt folkeeventyr, er berømt for sin poetiske, magiske stemning, især på slottet, hvor lysestager etc. er levende.
Philip Glass har komponeret en opera beregnet til at blive hørt, mens man ser filmens billedside (altså uden dens oprindelige lydspor), og filmen var desuden en væsentlig inspirationskilde for den senere Disney-tegnefilm.